# Драгомирова Ніна Степанівна
Ніна Степанівна Драгоми́рова (15 вересня 1926, Феодосія — 2014) — український живописець; член Спілки радянських художників України з 1970 року.
Дружина художника Валентина Бернадського.

## Біографія
Народилася 15 вересня 1926 року в місті Феодосії (нині Автономна Республіка Крим, Україна). Протягом 1947—1952 років навчалася у Сімферопольському художньому училищі, була ученицею Михайла Крошицького, Тетяни Кузнецової, Федора Захарова. Дипломна робота — картина «1 вересня» (керівник Віктор Апанович).
Мешкала у Сімферополі в будинку на вулиці Беспалова, № 98. Померла у 2014 році.

## Творчість
Працювала у галузі станкового живопису, створювала пейзажі, натюрморти. Серед робіт:
- «Маки» (1960);
- «Іриси» (1961);
- «Хризантеми» (1962);
- «На парниках» (1963; 1969);
- «Білі троянди» (1964);
- «Травневий ранок» (1964);
- «Вишні» (1965; 1968);
- «В саду» (1966);
- «Весна» (1967);
- «Ранкова година» (1967);
- «Півонії на сонці» (1967; 1969);
- «Сніданок» (1969);
- «Персики» (1969);
- «Сонячним ранком» (1969);
- «Нова веранда» (1969);
- «Вітряний день» (1995);
- «Троянди» (1996);
- «Натюрморт весняний» (1996);
- «Іриси в саду» (1997);
- «Розлив у Седневі» (1998);
- «Японська айва» (1998);
- «Піони на сонці» (1999);
- «Жовті троянди» (2001);
- «Осінні квіти» (2002).

Брала участь в обласних, республіканських, всесоюзних мистецьких виставках з 1960 року.
Роботи зберігаються у Севастопольському, Сімферопольському, Донецькому художніх музеях.